# La Dame du lac (film)
Pour les articles homonymes, voir La Dame du lac (homonymie).
Pour plus de détails, voir Fiche technique et Distribution.
La Dame du lac (Lady in the Lake) est un film américain réalisé par Robert Montgomery, sorti en 1947.

## Synopsis
Hollywood, années 1940. Le détective Philip Marlowe est chargé par Derace Kingsley de retrouver sa femme. Elle lui a envoyé un télégramme un mois auparavant pour lui annoncer qu'elle partait au Mexique épouser un certain Chris Lavery. Or, Kingsley a rencontré Lavery quelques jours auparavant à Hollywood et il semble tout ignorer de ce voyage. Marlowe part enquêter dans la résidence secondaire des Kingsley où Chrystal Kingsley a été vue pour la dernière fois. Il va y trouver un premier cadavre dans le lac.

## Commentaire
Le film, adaptation d'un roman de Raymond Chandler, est connu pour être le premier tourné presque entièrement en caméra subjective, le héros n'apparaissant en caméra objective que pendant quelques séquences en face caméra et lorsqu'il y a un miroir dans la pièce. La MGM sortit le film accompagné de ce slogan : « Vous et Robert Montgomery résolvez un crime ensemble ! ». Claude Chabrol s'est fortement inspiré du film pour Le Scandale, Stéphane Audran s'étant fait la tête de Jayne Meadows pour la scène finale.

## Fiche technique
- Titre : La Dame du lac
- Titre original : Lady in the Lake
- Réalisation : Robert Montgomery
- Scénario : Steve Fisher d'après le roman de Raymond Chandler
- Direction artistique : Cedric Gibbons, Preston Ames
- Décors : Edwin B. Willis
- Costumes : Irene
- Photographie : Paul Vogel
- Son : Douglas Shearer
- Musique : David Snell
- Montage : Gene Ruggiero
- Production : George Haight
- Société de production : Metro-Goldwyn-Mayer
- Société de distribution : Loew's Inc.
- Pays d’origine :  États-Unis
- Langue : anglais
- Format : noir et blanc – 35 mm – 1,37:1 – mono (Western Electric Sound System)
- Genre : Film noir
- Durée : 105 minutes
- Date de sortie :
  - États-Unis : 23 janvier 1947
  - France: 14 avril 1948

## Distribution
- Robert Montgomery : Philip Marlowe
- Audrey Totter : Adrienne Fromsett
- Lloyd Nolan : Lieutenant DeGarmot
- Tom Tully : Capitaine Fergus K. Kane
- Leon Ames : Derace Kingsby
- Jayne Meadows : Mildred Haveland, alias Mrs. Falbrook, alias Muriel Chess
- Dick Simmons : Chris Lavery
- Morris Ankrum : Eugene Grayson
- Kathleen Lockhart : Madame Grayson
- Ellay Mort[2] : Chrystal Kingsley
- Lila Leeds : la réceptionniste
- Cy Kendall (non crédité) : un geôlier